# Fekete Ferenc (kamarás)
Galántai gróf Fekete Ferenc (Pest, 1767. november 7. – Pest, 1835. május 11.) aranykulcsos lovag, császári és királyi kamarás, a felsőtábla tagja.

## Pályája
Gróf Fekete János kamarás és Esterházy Jozefa fia volt. Felesége 1790-től Illésházy Mária. Birtokai voltak Kovácsházán, Szentannán és Fóton. Az 1802., 1807., 1808., 1825–27-es, 1830., 1832–36-os országgyűléseken mint főrend jelen volt, az 1811–12-es országgyűlésre követet küldött.
Nyomtatásban a következő munkái jelentek meg:
- A fels. hazához és teként. statusokhoz és rendekhez alázatos memorialissa. Buda, 1790. (Gróf Bethlen Sámuellel együtt.)
- Wenckheim Józsefhez… 1825. (Alkalmi költeménye.)

Kézirati munkája: Betrachtungen über verschiedene Gegenstände des ungarischen Landtages, Seiner köngil. Hoheit dem Erzherzog Joseph Palatin von Ungarn gewidmet